# Mārtiņš Nukša
Mārtiņš Nukša (ur. 29 września 1878 w Vidrižu, zm. 17 maja 1942 w Solikamsku) – łotewski architekt, polityk i dyplomata, poseł Łotwy w Warszawie (1921–1927). 

## Biogram
W 1908 ukończył architekturę na Politechnice Ryskiej. Pracował jako architekt w stolicy Łotwy, po ewakuacji w czasie I wojny światowej w Moskwie i Sewastopolu (1915–1919). 
W latach 1920–1921 poseł Łotwy w Paryżu, od 1921 reprezentował kraj w Polsce i Rumunii (z siedzibą w Warszawie). Po sześciu latach przeniesiono go do Wiednia, gdzie posłował do 1930. W latach 1930–1933 na placówce dyplomatycznej w Szwecji i Norwegii. 
Od 1939 do 1940 sekretarz w Ministerstwie Spraw Zagranicznych. Po aneksji Łotwy przez ZSRR wywieziony do Rosji, gdzie zmarł. 